# کاستلوکیو سوبکوو
کاستلوکیو سوبکوو (به ایتالیایی: Castelvecchio Subequo) یک کومونه در ایتالیا است که در استان لاکویلا واقع شده‌است.

## خصوصیات
کاستلوکیو سوبکوو ۱۹٫۲۳ کیلومترمربع مساحت و ۱٬۰۲۸ نفر جمعیت دارد و ۴۹۰ متر بالاتر از سطح دریا واقع شده‌است.